# مجموعة ساسندالن
مجموعة ساسندالن هي وحدة طبقية تقع في سفالبارد بالنرويج. تحافظ الصخور الطينية الدلتاوية والصخور الغرينية والصخور الرملية على الأحافير التي يعود تاريخها إلى فترة الثلاثي المبكر (الإندوان إلى الأولنكي).